# سناء حمري
سناء حمري هي مخرجة أفلام وأغاني مصورة أمريكية من أصل مغربي. أخرجت المغربية العالمية عددا من أشرطة الفيديو الموسيقية رفيعة المستوى، للموسيقيين بما في ذلك برينس وماريا كاري وكريستينا أغيليرا وستينج. وهي معروفة بفيلمها فقط رايت لعام 2010 وفيلم أخوات سراويل السفر (الجزء الثاني) لعام 2008 ، وكذلك الفيديو الموسيقي لأغنية نيكي ميناج سوبر باس. وفضلا عن ذلك أنتجت ثلاثة أفلام روائية وعدة حلقات تلفزيونية شهيرة مثل برنامج “ربات بيوت يائسات” و”المرح”، حيث تقدّم الحمري كل إنتاجاتها في أميركا باللغة الأنكليزية.

## النشأة والبدايات
ولدت في طنجة، المغرب عام 1975.

## حياتها المهنية
أخرجت العديد من الأفلام والأغاني المصورة.

## وصلات خارجية
- سناء حمري على موقع IMDb (الإنجليزية)
- سناء حمري على موقع ألو سيني (الفرنسية)
- سناء حمري على موقع ميوزك برينز (الإنجليزية)
- سناء حمري على موقع أول موفي (الإنجليزية)
- سناء حمري على موقع قاعدة بيانات الأفلام السويدية (السويدية)
- سناء حمري على موقع قاعدة بيانات الفيلم (الإنجليزية)
- سناء حمري على موقع كينوبويسك (الروسية)